# The Promotion
"The Promotion" es el estreno de la serie de televisión de comedia satírica estadounidense The Studio. El episodio fue escrito por los creadores de la serie Seth Rogen, Evan Goldberg, Peter Huyck, Alex Gregory y Frida Perez, y dirigido por Rogen y Goldberg. Se lanzó en Apple TV+ el 26 de marzo de 2025.
La serie sigue a Matt Remick, el recién nombrado director de la productora cinematográfica Continental Studios. Intenta salvar a una empresa en crisis en una industria que atraviesa rápidos cambios sociales y económicos. El episodio sigue el primer día de Matt como director del estudio, mientras lucha por montar una película de Kool-Aid.
El episodio recibió críticas muy positivas de los críticos, que elogiaron su humor, sus valores técnicos y sus actuaciones (en particular la aparición especial de Martin Scorsese).

## Trama
Mientras visita el set de una película dirigida por Peter Berg y protagonizada por Paul Dano, el ejecutivo de Continental Studios, Matt Remick (Seth Rogen), intenta sugerir algunas ideas, todas las cuales son descartadas por Berg. Si bien Matt cree que las películas pueden tener integridad artística, se siente frustrado por la cantidad de películas centradas en la propiedad intelectual que reciben luz verde.
Al regresar al estudio, su amigo y compañero de trabajo Sal Saperstein (Ike Barinholtz) le informa que la directora del estudio Patty Leigh (Catherine O'Hara) ha sido despedida después de una serie de fracasos de taquilla. Posteriormente se reúne con el nuevo director ejecutivo Griffin Mill (Bryan Cranston), quien confirma el despido de Patty y le ofrece el nuevo puesto a Matt. Aunque Matt acepta, Griffin todavía tiene sus reservas sobre el enfoque artístico de Matt para las películas, ya que quiere que se concentre en hacer películas rentables. Recientemente obtuvo los derechos cinematográficos de Kool-Aid y quiere que Matt dé luz verde a la película, lo que acepta de mala gana.
En su primera reunión, Matt les cuenta a sus trabajadores sus planes de hacer una película de Kool-Aid de autor, inspirada en el éxito de Barbie. Matt y Sal se reúnen con Mitch Weitz (David Krumholtz), un agente de Hollywood, para conseguir un director para la película. Matt está decepcionado porque sólo Nicholas Stoller está interesado, mientras que otros directores de autor están fuera de la mesa. Después de escuchar la propuesta de Stoller, a Sal le gusta su idea, mientras que Matt la acepta de mala gana antes de tener una reunión con Martin Scorsese. Scorsese quiere hacer una película sobre la masacre de Jonestown, pero los estudios están preocupados por sus perspectivas a largo plazo debido a su enorme presupuesto de 200 millones de dólares. Recordando que el evento está asociado con "Beber el Kool-Aid", Matt da luz verde a la película con un presupuesto mayor y le dice a Scorsese que simplemente necesita titularla Kool-Aid, lo cual acepta.
El anuncio provoca aplausos para Matt, pero la jefa de marketing Maya Mason (Kathryn Hahn) se sorprende cuando descubre que Jonestown es en realidad el foco de la película y que Scorsese está interesado en Steve Buscemi para interpretar a Jim Jones. Cuando Griffin pregunta sobre la película, Matt se ve obligado a mencionar la propuesta de Stoller, y Griffin se muestra entusiasmado. Sin embargo, también se enteró del terreno de juego de Jonestown y regaña a Matt por haberlo aprobado, negándose a permitir que se lo asocie con su película Kool-Aid. Matt salva su posición al afirmar que compró el guion de Scorsese para matar su proyecto; al comprarlo, se convertirán en dueños del guion, pero nunca lo venderán ni lo producirán. En un intento por recuperar a Stoller, Matt le dice a Mitch que Patty será productora de la película de Kool-Aid. Matt visita a Patty, quien acepta después de negociar un trato lucrativo para producir sus propias películas; cuando Matt expresa su temor de estar arruinando el cine como forma de arte, Patty le asegura que le irá bien ya que tuvo al mejor maestro que jamás haya conocido.
Matt y Sal asisten a una fiesta organizada por Charlize Theron, donde se encuentran a Scorsese. Le informan que la película está cancelada y Scorsese deduce que el guion no se puede vender en ningún otro lugar. Esto hace que Scorsese llore y Theron los echa de la fiesta. Al salir se encuentran con el mismísimo Steve Buscemi, quien les cuenta que ésta sería la última película de Scorsese. Van a la casa de Matt, donde ven Goodfellas.

## Producción

### Desarrollo
El episodio fue escrito por los creadores de la serie Seth Rogen, Evan Goldberg, Peter Huyck, Alex Gregory y Frida Perez, y dirigido por Rogen y Goldberg. 

### Casting

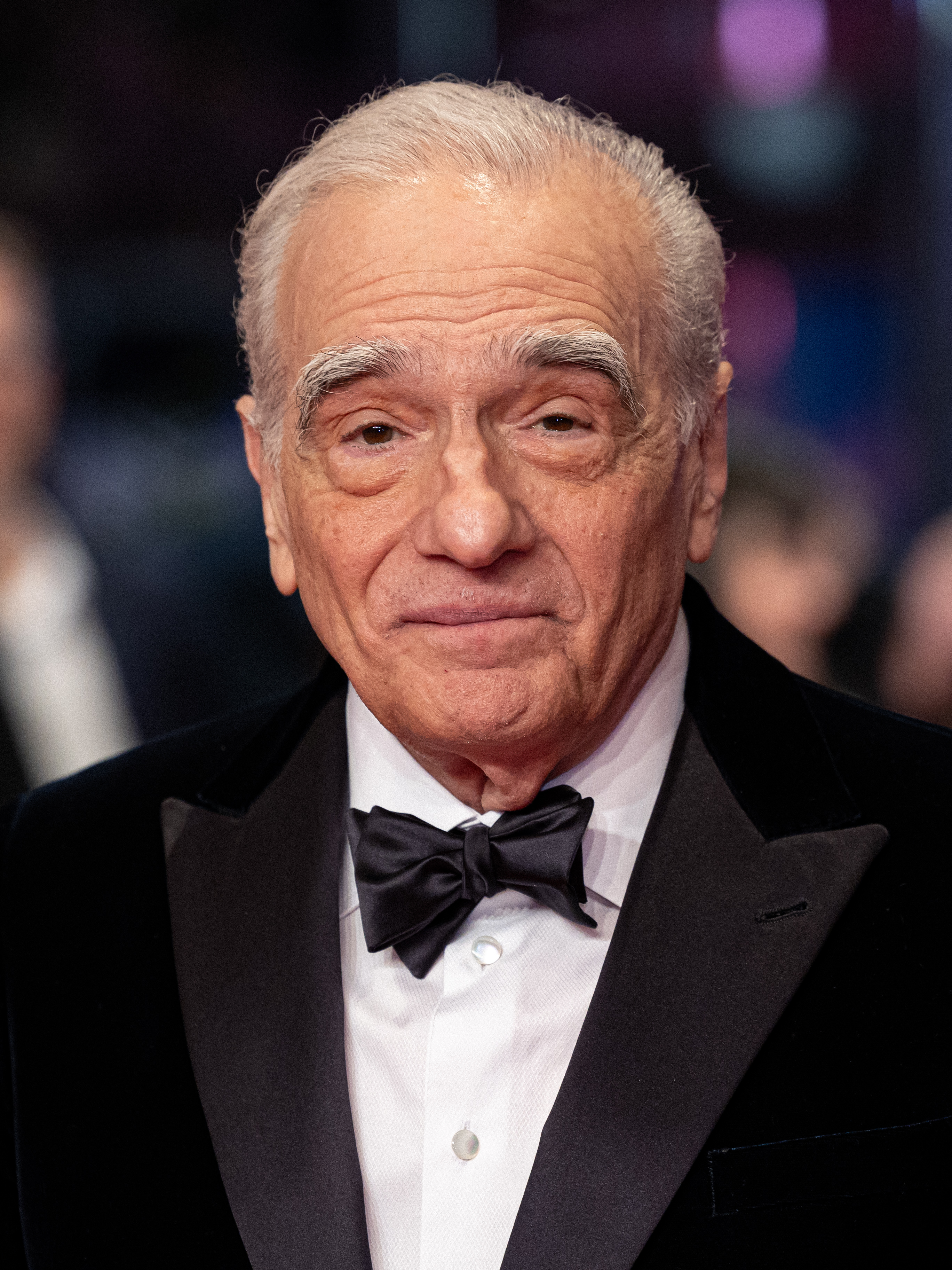
Martin Scorsese aparece como estrella invitada en el episodio interpretándose a sí mismo.

El episodio incluye una aparición especial de Martin Scorsese, interpretándose a sí mismo.  Según Seth Rogen, los cameos "tenían que ser todos personajes con un papel muy específico en las historias". Comentó que al elegir a Scorsese como estrella invitada, buscaba un director al que Matt admirara y que también hiciera una película basada en Jonestown, siendo Scorsese el primer nombre que consideró.  Evan Goldberg dijo que Scorsese aceptó la oferta después de leer el guion, "dijo que estaba dentro. Nunca conocimos al hombre. Fue un milagro".  Al describir su aparición, Scorsese dijo: "Es tan buena que es dolorosa; es tan veraz que es dolorosa".  El productor ejecutivo James Weaver también mencionó que la aparición de Scorsese ayudó a abrir las puertas para más invitados en la serie. 

### Rodaje
Cuando Scorsese llegó al set, Rogen y Goldberg no le informaron que la serie constaría de varios personajes por episodio. Rogen consideró esto una experiencia muy desafiante: «No solo nos estábamos poniendo en una posición donde teníamos que dirigir a Scorsese, sino que también lo estábamos filmando de una manera muy específica, que es una de las maneras más difíciles de interpretar». Temiendo que a Scorsese no le gustara, contrataron a un segundo equipo de cámara. 

## Reseñas críticas
"The Promotion" recibió críticas muy positivas por parte de los críticos. Brian Tallerico, de The AV Club, calificó el estreno con una nota excelente y escribió: «Últimamente se han hecho varias comedias tras bambalinas sobre lo difícil que es hacer películas, pero con demasiada frecuencia confunden las referencias superficiales con chistes y personajes bien escritos. Por suerte, ese no es el caso de The Studio. Lo cierto es que ninguna de estas comedias internas ha sido tan inteligente ni tan puramente hilarante como esta nueva serie de Apple TV+». 
Keith Phipps de Vulture le dio al episodio una calificación de 4 estrellas sobre 5 y escribió: "Este primer episodio le da a The Studio un comienzo prometedor, lanzando puntos satíricos agudos pero permitiendo que la actuación de Rogen como Matt mantenga todo arraigado en su sincero deseo de ser el tipo de jefe de estudio que soñaba ser".
Ben Sherlock, de Screen Rant, escribió: «El guion del primer episodio cumple con todo lo que un buen piloto debería: establece quiénes son los personajes, cuáles son sus relaciones y el mundo en el que viven, y es divertidísimo haciéndolo».  Nicole Gallucci, de Decider, escribió: «De principio a fin, el primer episodio de The Studio y sus cameos son inteligentes. Pero la serie no habría convencido a los espectadores con la misma intensidad y rapidez sin la encantadora actuación, el humor y la disposición de Scorsese a darlo todo». 